# Gai Juni Bubulc Brutus
|  | No s'ha de confondre amb Gai Juni Bubulc Brutus (cònsol 291 aC). |

Gai Juni Bubulc Brutus (en llatí: Gaius Iunius C. f. C. n. Bubulcus Brutus) va ser un magistrat romà de final del segle iv aC, que va ser elegit Cònsol quatre vegades i dictador dues més. Formava part de la gens Júnia, de la branca dels Bubulc Brutus.
En el primer consolat, el 317 aC, la ciutat de Teate, a la Pulla, va enviar una delegació per fer la pau que es va signar entre la ciutat, com a estat, i Roma. Teate va reconèixer la sobirania romana. Mentrestant, Bubulc va ocupar Forèntum, a la Lucània, i va avançar per la regió. En el segon consolat (313 aC) es va fundar Saticula.
Va ser magister equitum l'any 312 aC del dictador Gai Sulpici Llong, malgrat que, segons Titus Livi, ell mateix va ser el dictador, però això es considera un error de Livi.
L'any 311 aC, en el seu tercer consolat, va fer la guerra contra els samnites amb èxit. A Bubulc, el senat li va encarregar la guerra al Sàmnium, i a l'altre cònsol, Quint Emili Bàrbula, la guerra a Etrúria. La ciutat de Clúvia, on els romans tenien una guarnició, havia rebutjat els atacs samnites, però es va haver de rendir per manca d'aliments. Els soldats romans van ser fets presoners, fuetejats i després executats. L'endemà, Bubulc es va presentar davant Clúvia i la va assaltar, ocupant-la amb certa facilitat, matant a tots els mascles samnites. D'allí es va dirigir a Boviànum, capital dels samnites pentres. El permís que va donar als soldats per saquejar la ciutat, suposadament força rica, va facilitar la seva conquesta després de força temps de setges temporals. La ciutat va ser saquejada i es va fer més botí només allí que a la resta del Samni, però els habitants van salvar la vida. Els tresors conquerits es van repartir entre els soldats. Alguns desertors o presoners van parlar als romans d'uns prats on s'havien reunit els ramats. Els cònsols es van dirigir a la zona, però els samnites havien organitzat una emboscada i van establir les seves forces als dos costats de l'estret camí cap a aquell lloc i quan van arribar els romans van sortir sobtadament i els van atacar. La sorpresa els va afavorir, però aviat els romans es van refer, i amb disciplina i experiència van derrotar els samnites i els van causar unes vint mil baixes, i es va fer a més amb els ramats. Va haver de ser en aquesta ocasió quan va prometre edificar un temple a Salus, que després va dedicar durant la seva dictadura. A conseqüència d'aquesta victòria, va obtenir l'honor d'un triomf.
L'any 309 aC va ser altre cop magister equitum, aquesta vegada del dictador Luci Papiri, i el 307 aC va ser censor amb Marc Valeri Màxim, any en què va fer construir el temple a la deessa Salus que havia promès. Ell i el seu col·lega van obrir algunes vies noves o camins. També va fer fora Luci Anni del Senat.
Finalment, l'any 302 aC va ser nomenat dictador quan els eqües van iniciar la guerra i es va témer una revolta general de les nacions veïnes. Bubulc va derrotar els eqües al primer combat i va tornar a Roma al cap de set dies. No va resignar la dictadura fins que no va culminar la dedicatòria del temple de la Salut, que va ser adornat amb pintures de Gai Fabi Píctor, que probablement representaven la seva victòria sobre els samnites. El festival per commemorar la dedicació d'aquest temple es va celebrar, en l'època de Ciceró, a les Nones del mes de Sextil.